# Згорњи Туштањ
Згорњи Туштањ (словен. Zgornji Tuštanj) је насељено место у општини Моравче, Средњесловенска регија, Словенија.

## Историја
До територијалне реорганизације у Словенији био је у саставу старе општине Домжале.

## Становништво
У попису становништва из 2011. године, Згорњи Туштањ је имао 77 становника.
| Број становника према пописима | Број становника према пописима | Број становника према пописима |
| ------------------------------ | ------------------------------ | ------------------------------ |
| 1991                           | 2002                           | 2011                           |
| 37                             | 45                             | 77                             |

## Галерија
- сеоске куће
- улаз у село
- капелица "Св. Јанез Непомук"; у позадини дворац Туштањ
- унутрашњост капелице
- дворац "Туштањ"
- двориште, звоник и платан
- унутрашњост дворца
- унутрашњост дворца
- један од портрета на дворским зидовима